# Kissogram
I Kissogram sono un gruppo tedesco di Berlino.
Fondati nel 1999 da Jonas Poppe e Sebastian Dassé sono tra i maggiori esponenti della scena alternative berlinese. Il loro stile fonde in un'unica musica new wave, rock, blues e electro.
Nel 2009 hanno fatto da spalla agli scozzesi Franz Ferdinand nel loro tour europeo.
Nello stesso periodo esce il terzo album Rubber & Meat.
I Kissogram diventano popolari in Italia proprio grazie al tour Tonight:Franz Ferdinand e vi tornano per un'unica data all'Albizzate Valley Festival in provincia di Varese.

## Discografia

### EP
- If I Had Known This Before (2001)
- If I Had Known This Before - seconda edizione (2001)
- I'm Absolute (2002)

### Album e singoli
- The Secret Life of Captain Ferber (2004)
  - Forsaken People Come To Me (2004)
  - Cool Kids Can't Die (2005)
- Nothing, Sir! (2007)
  - The Night Before / The Morning After[1] (2007)
  - She's an Apple Pie (2007)
- Rubber & Meat (2009)
  - The Deserter (2009)
  - Rubber&Meat (2009)

## Componenti
- Jonas Poppe - voce, chitarra elettrica, sintetizzatore
- Sebastian Dassé - sintetizzatore, tastiere
- Joe Dilworth - batteria